# مجله زرد

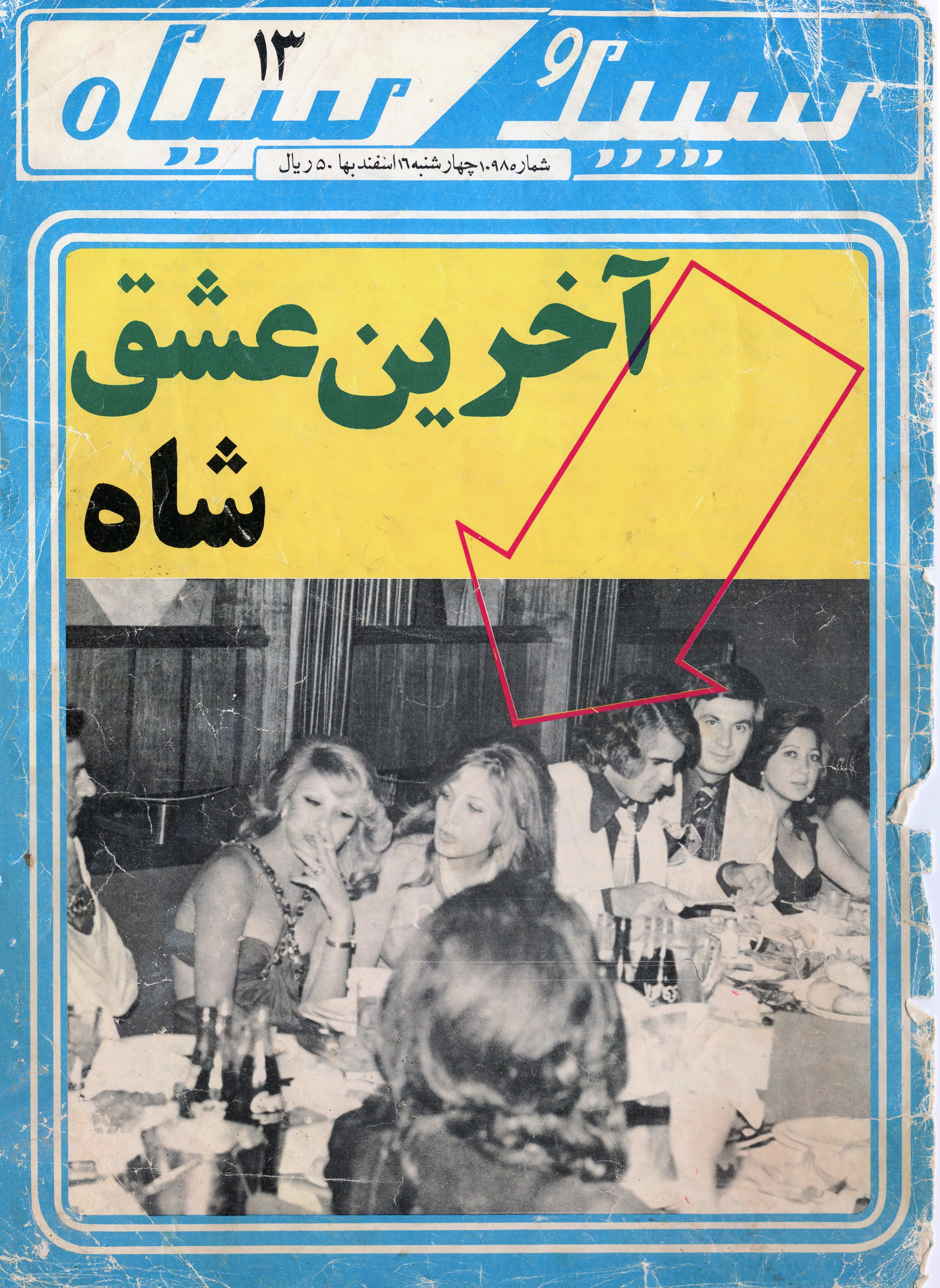
روی جلد مجله سپید و سیاه برگرفته شده از شماره ۱۰۹۸ مجله به تاریخ ۱۶ اسفند ۱۳۵۷.

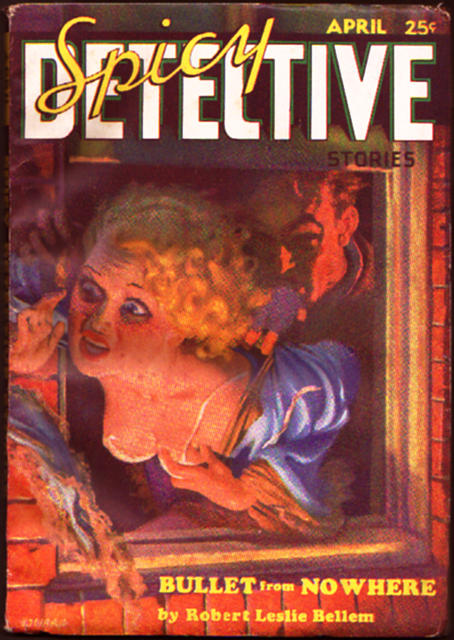
«کارآگاه با مزه» پوشش یک مجله زرد (پالپ) داستان‌های کارآگاه ولت داستان ۲، # ۶ (آوریل ۱۹۳۵) بنام «گلوله از هیچ جا» (تیر از غیب) نوشته رابرت لزلی

مجله زرد (به انگلیسی: Pulp Magazine) گونه‌ای از مجله است که از حدود سال ۱۸۹۶ تا دهه ۱۹۵۰ چاپ می‌شدند. آن‌ها مجله‌ها و جزوه‌های ارزانی بودند و محتوای داستانی داشتند؛ داستان‌هایی معمولاً کارآگاهی و جنایی (موسوم به پاورقی) و از این رو که در انتشار این مجله‌ها از کاغذهای کاهی ارزان‌قیمت استفاده می‌شد٬ این‌گونه نشریه‌ها در ایران به «مجلهٔ زرد» و در کشورهای انگلیسی‌زبان به پالپ (به معنای کاغذ خمیری/کاهی) معروف می‌باشند. در برابر و تقابل با مجلهٔ زرد، مجله‌ها و نشریه‌های چاپ شده با کاغذ و با کیفیت بالا، «سلیک» یا گلاسه نامیده می‌شوند. لازم است ذکر شود نام فیلم پالپ فیکشن (ترجمه شدهٔ داستان عامه‌پسند) نیز از همین مجله‌ها الهام گرفته و نشان‌دهندهٔ این است که قضیهٔ فیلم به داستان‌های این گونه مجله‌ها شباهت دارد.

## چند نمونه
هوپالانگ کسیدی، یک قهرمان افسانه‌ای کابوی، که نویسنده آن کلارنس ای. مولفورد بود. بعدها به‌صورت فیلم‌هایی که هنرپیشه آمریکایی ویلیام بوید نقش او را داشت. حدود ۶۶ داستان فیلم دیگر که شباهت چندانی با شخصیت هوپالانگ کسیدی نداشتند توسط مولفورد نوشته شد. در واقع مولفورد چند بار ناچار به بازنویسی و ایجاد تغییراتی در آن نسخه‌های زرد شد.